# 喜多郎
喜多郎（日语：／ Kitarō，1953年2月4日—），日本的新世紀音樂音樂家及作曲家，原名高橋正則（Masanori Takahashi），愛知縣豐橋市生，愛知縣豐橋商業高等學校畢業。喜多郎先生擁有美國居留權，目前和家人長期在加利福尼亞州定居.

## 經歷

### 早年：1953–76年
他早年受到R&B音樂歌手奥蒂斯·雷丁的啟發自學吉他。
他曾這樣說道：
「我從沒接受過音樂教育，我相信自己的耳朵和感覺，也相信靈感就在我附近。我所作的音樂不是源自自己，而是來自天堂，只不過是通過我的身體和手指組成的。我對於自己沒有接受過吉他課程的情況下就能作曲感到十分驚奇。雖然沒有音樂基礎，但我的手指不斷地擺動。我曾自問道：『這首曲是誰作的？』『這些歌曲是我寫的，但不是我作的。』」
當喜多郎入讀愛知縣豐橋商業高等學校後，他與他的朋友組成一個名為「信天翁」的樂隊，並經常在舞會和宴會上演出。
他說道：
「高中時我是一個業餘樂隊的成員。開始的時候彈吉他，後來彈鍵盤。記得有一次我們鼓手在一場爵士樂演奏會演出前缺席。那時我雖然沒打過鼓，但身為樂團團長的我必須代替鼓手在該場演奏會中演出。我的打鼓技術沒有鼓手那麼好，但我們卻沒有在演奏途中出錯，並完美演奏完這場爵士樂演奏會。後來又有另一名貝斯手在演奏會演出前缺席，所以我又臨時學了貝斯。這兩位成員突如其來的缺席使我累積了些許經驗，對樂器有基本的認識，於是那時我立志要創作音樂。畢業後，我決心要向音樂事業發展，所以到東京尋找適合自己的樂隊，最後憑著對樂器的經驗和直覺加入幾個東京和橫濱的樂隊。那時候我都是彈奏鍵盤，並在加入樂隊後學了合成器。」
喜多郎的父母當初反對他以音樂為他的終身事業，於是想盡辦法安排他在日本公司上班。最後喜多郎離家出走，開始日間上班晚上創作的生活。
1970年，他開始學習鍵盤並加入「Far East Family」樂隊，跟隨他們做全球巡迴演出。他在歐洲演出時有幸與橘夢樂團的發起人Klaus Schulze見面，Klaus Schulze教授他更多關於使用合成器的秘訣。
1976年，他離開「Far East Family」樂隊並遊歷亞洲國家，例如：中國、老撾、泰國、印度等。

### 個人事業：1977年至今
喜多郎於1977年返回日本發展個人事業。
喜多郎這個藝名是他的朋友根據一套日本動畫《鬼太郎》中「鬼太郎（日文讀音和喜多郎一樣）」這個角色給他的綽號。
初期，他錄製了兩張專輯—《天界》（Ten Kai/Astral Voyage）和《大地》（Full Moon Story），吸引了很多支持新世紀運動的樂迷。他的第一個演奏會於東京新宿區舉辦，在這次演奏會中，喜多郎率先使用合成器模仿了40多種樂器。

### 絲路：1984–92年
『絲路』是日本NHK電視台在1984年4月7日播出的紀錄片，花了17年錄製，可謂日本電視史的指標。該紀錄片由石坂浩二擔任旁白，並由喜多郎譜曲做為紀錄片的主題曲。該系列原聲帶銷售量達到數百萬之多，使他的國際知名度不斷增加。
1986年，喜多郎於Geffen唱片公司時再次發行之前的六張專輯《天界》（Astral Voyage），《大地》（Full Moon Story），《千年》（Millennia），《天竺》（India），《飛雲》（Silver Cloud and Asia）（含日文版）並發行新專輯《西方》（Towards the West），打破了Geffen的唱片全球發行編排量。
1987年，他與其他樂隊（如：Grateful Dead、Yes）分別協作唱片《心靈之光》（The Light of the Spirit）及《夢》（Dream），銷售量高達一千萬張，並在1993年憑著電影《天与地》獲得金球獎最佳原創音樂獎。1989年，他為電影『桂河橋續集』（Return from the River Kwai）寫了日文主題曲。喜多郎與Megadeth前吉他手Marty Friedman合推專輯《景》（Scenes），並由Shrapnel唱片代理發行。他還跟香港流行歌手梅艷芳合作推出『似水流年』（Years Flowing Like Water）。
喜多郎多次入圍葛萊美獎，在2001年他憑『思慕』（Thinking of You）獲得葛萊美最佳新世紀專輯獎。
喜多郎於1992年為Beyond樂隊負責演繹《長城》的前奏，歌曲收錄於同年Beyond樂隊發行的專輯《繼續革命》。

### 1994年至今
喜多郎1994年於Domo唱片公司期間發行了十二張專輯，其中《天際回響》（An Enchanted Evening）（1995）、《大地之母》（Gaia-Onbashira）（1998）以及《遠古》Ancient (2001)都入圍葛萊美獎。1999年的《思慕》（Thinking of You）更獲得葛萊美最佳新世紀專輯獎。簡言之，喜多郎在Domo唱片公司製作的專輯先後入圍葛萊美高達十一次。

### 空海之旅系列
一千一百年前，佛教徒空海所作的旅行激發喜多郎創作《空海之旅》（Sacred Journey of Ku-Kai）系列。《空海之旅》四部曲分別在2003, 2005, 2007及2011推出。《空海之旅4》乃出自對日本四國島上傳統佛教88所朝聖之旅的靈感而創作的以和平為主題作品集中的第四部。

### 印象‧西湖
《印象‧西湖》（Impressions of the west lake）是國際大導演張藝謀在2007年導演的大型音樂劇，音樂由喜多郎譜寫。此外，喜多郎也第一次與作曲家Randy Miller以及中國超人氣歌手張靚穎合作。2009年，Domo唱片公司發行的《印象‧西湖》原聲帶在2010年再次入圍葛萊美獎。

### 巡迴演出及其他活動
2007到2009年間，喜多郎開始做『愛與和平世界巡迴演出』，由東南亞作為首站（2007），而後希臘、香港、日本最終回到東南亞（2009）。值得一提的是在希臘巡演中，喜多郎結識了希臘音樂作曲家Vangelis，並多次做音樂交流。
2010年，喜多郎四月在墨西哥，九月在中國，十月回日本。2011年，喜多郎更馬不停蹄地在泰國、香港、印尼及馬來西亞等地演出。他更捐出了部分專輯銷售收入幫助日本災民。
喜多郎巡演期間，Domo推出了喜多郎精選輯，分別是《東洋相機》（Toyo's Camera）、《442 - 日系部隊美國史上最強陸軍》（442 - Live With Honor, Die With Dignity）原聲帶以及葛萊美入圍作品《空海之旅4》（Sacred Journey Of Ku-Kai, Volume 4）。
1984年9月，在赴新加坡的演出前，蓄著長髮的喜多郎因拒絕剪髮或戴上特本，違反其時當地的髮禁，因此被海關拒絕入境，最後遭遣返回日本。

## 個人生活
喜多郎十分谦虚，「作曲靈感是來自自然界的，我只是一位使者，」他說，「在我來說，我的歌曲有的像雲，有的像天空。」
為表示對自然界的敬意，他每年都會到富士山或他的家科羅拉多州舉行特別演奏會。在八月滿月的時候，他從黃昏到黎明一直敲響太鼓，常常因此磨破手皮，但他孜孜不倦並以此為榮。
他和來自香港的樂隊Beyond負責演繹《長城》的前奏時很賞識主音歌手及節奏吉他手黃家駒成為好朋友，在黃家駒去世後每次來港都會去到家駒墓前拜祭。
喜多郎在1990年中期與其中一位曾幫助過他製作專輯的女音樂家結婚，他們和兒子在科羅拉多州所住的莊園面積達180英畝（730,000平方米），光是音樂工作室就有2500呎（230平方米），足夠容納70人的管弦樂團。目前他們長住在加利福尼亞州。

## 音樂列表
- 1979-From The Full Moon Story 大地
- 1979-OASIS 绿洲
- 1980-In Person Digital
- 1980-Silk Road 1 丝绸之路1
- 1980-Silk Road 2 丝绸之路2
- 1981-Silk Road 3 丝绸之路3 敦煌（Tunhuang）
- 1982-Millennia 千年
- 1983-India 丝绸之路4 天竺（Tenjiku）
- 1983-Ki 氣
- 1983-Silver Cloud 飞云
- 1984-Live in Asia 亚细亚
- 1985-Towards The West 西方
- 1986-TenKu 天空
- 1987-The Light of the Spirit 心灵之光
- 1990-Kojiki 古事记
- 1991-Live In America 亞細亞
- 1992-Dream 梦
- 1993-Heaven & Earth 天与地
- 1994-Mandala 曼陀罗
- 1995-An Enchanted Evening 天际回响
- 1996-Silk.Road.Suite 丝绸之路组曲
- 1997-Cirque Ingenieux 大马戏团
- 1997-Soong Sisters 宋家王朝
- 1998-Gaia Onbashira 大地之母
- 1999-Noah's ark ノアの箱舟
- 1999-The Essential Collection 至尊精选
- 1999-Thinking Of You
- 2000-Ancient 远古
- 2001-An.Ancient.Journey 永远の时を（2CD）
- 2001-PEACE ON EARTH 世界和平
- 2002-Mizu ni Inorite 水畔祈祷
- 2003-Sacred Journey of Ku-Kai 空海之旅1
- 2004 Shikoku 88 kasho 四国巡礼
- 2004-至尊精选专辑
- 2005-Sacred Journey of Ku-Kai, Vol. 2 空海之旅2
- 2006-Spiritual Garden 精灵花园
- 2006-The Essential Kitaro
- 2007-Kitaro Best 天地绝响来台纪念精选（2CD）
- 2007-Sacred Journey of Ku-Kai Vol. 3 空海之旅3
- 2007-The Definitive Collection 喜多郎终极典藏
- 2009-Impressions Of The West Lake 印象西湖
- 2010-Grammy Nominated
- 2010-Sacred Journey of Ku-Kai, Vol. 4 空海之旅4

## 外部連結
- Domo唱片的喜多郎官方網頁
- 喜多郎的Facebook專頁
- YouTube上的喜多郎頻道
- 喜多郎在豆瓣上的资料（简体中文）